# Save Me (serie televisiva 2017)
Save Me (구해줘?, GuhaejwoLR) è una serie televisiva sudcoreana trasmessa su OCN dal 5 agosto al 24 settembre 2017, tratta dal webtoon Sesang bagg-euro ("Fuori dal mondo") di Jo Geum-san. In lingua italiana è disponibile su Prime Video.
Nel 2019 ne è stato realizzato un sequel dalle tematiche simili ma senza legami con questa serie, intitolato Save Me 2.

## Trama
Dopo il fallimento dell'attività del padre, Im Sang-mi e la sua famiglia si trasferiscono nella contea di Muji, un sobborgo di Seul. La zona è sotto lo stretto controllo di una setta religiosa, Goseonwon, che finge di essere un culto pacifico ma dietro il quale si nascondono segreti, torture e violenza. Approfittando del fragile stato mentale dei genitori di Sang-mi, distrutti dal suicidio del fratello gemello della ragazza, Goseonwon riesce a circuirli e a intrappolare Sang-mi. Tre anni dopo, il suo compagno di classe Han Sang-hwan e due amici cercano di salvarla e liberare la contea dal controllo della setta.

## Personaggi e interpreti
- Han Sang-hwan, interpretato da Ok Taec-yeon
- Im Sang-mi, interpretata da Seo Ye-ji
- Baek Jung-ki, interpretato da Jo Sung-ha
- Suk Dong-chul, interpretato da Woo Do-hwan